# Pablo Piatti
Pablo Daniel Piatti (La Carlota, 31 marzo 1989) è un ex calciatore argentino con passaporto italiano, di ruolo attaccante.

## Caratteristiche tecniche
Nel 2010 è stato inserito nella lista dei migliori calciatori nati dopo il 1989 stilata da Don Balón.

## Carriera

### Club
Esordì con l'Estudiantes de La Plata durante la gestione di Diego Simeone, allenatore che lo fece debuttare contro il Newell's Old Boys il 18 novembre 2006. Piatti segnò il gol del 2-1 e quindi della vittoria nel recupero. Partì da titolare nel campionato di Clausura 2007 in turnover con Leandro Benítez come attaccante e in coppia con José Luis Calderón, aiutando i centrocampisti Juan Sebastián Verón e José Ernesto Sosa.
Il 18 giugno 2008 viene acquistato per 7 milioni di euro dalla squadra spagnola dell'Almería, firmando un contratto fino al 2015. Il 6 luglio 2011 trova l'accordo con il Valencia sulla base di 7 milioni e mezzo di euro. L'argentino si lega alla società con un contratto quinquennale. Il 16 luglio 2016 passa in prestito oneroso all'Espanyol.
Il 7 febbraio 2020 ha firmato in MLS per il Toronto FC.
Il 6 marzo 2021, dopo alcuni mesi da svincolato, viene acquistato dall'Elche.

### Nazionale
Ha fatto parte della Nazionale argentina Under-20 che si è aggiudicata il Campionato mondiale di calcio Under-20 2007. Era il giocatore più giovane della rosa ed è partito spesso dalla panchina, occupando poi il ruolo di centrocampista sinistro.
Il 5 giugno 2011, il selezionatore Sergio Batista lo fa debuttare nella Nazionale Argentina in un'amichevole con la Polonia.

## Statistiche

### Presenze e reti nei club
Statistiche aggiornate al 22 dicembre 2024.
| Stagione           | Squadra            | Campionato         | Campionato | Campionato | Coppe nazionali | Coppe nazionali | Coppe nazionali | Coppe continentali | Coppe continentali | Coppe continentali | Altre coppe | Altre coppe | Altre coppe | Totale | Totale |
| Stagione           | Squadra            | Comp               | Pres       | Reti       | Comp            | Pres            | Reti            | Comp               | Pres               | Reti               | Comp        | Pres        | Reti        | Pres   | Reti   |
| ------------------ | ------------------ | ------------------ | ---------- | ---------- | --------------- | --------------- | --------------- | ------------------ | ------------------ | ------------------ | ----------- | ----------- | ----------- | ------ | ------ |
| 2006-2007          | Estudiantes        | PD                 | 17         | 5          | -               | -               | -               | CS                 | 2                  | 0                  | -           | -           | -           | 19     | 5      |
| 2007-2008          | Estudiantes        | PD                 | 32         | 8          | -               | -               | -               | CL                 | 8                  | 0                  | -           | -           | -           | 40     | 8      |
| 2008-2009          | Almería            | PD                 | 31         | 5          | CR              | 2               | 1               | -                  | -                  | -                  | -           | -           | -           | 33     | 6      |
| 2009-2010          | Almería            | PD                 | 35         | 7          | CR              | 1               | 0               | -                  | -                  | -                  | -           | -           | -           | 36     | 7      |
| 2010-2011          | Almería            | PD                 | 35         | 8          | CR              | 6               | 2               | -                  | -                  | -                  | -           | -           | -           | 41     | 10     |
| Totale Almería     | Totale Almería     | Totale Almería     | 101        | 20         |                 | 9               | 3               |                    | -                  | -                  |             | -           | -           | 110    | 23     |
| 2011-2012          | Valencia           | PD                 | 30         | 2          | CR              | 7               | 3               | UCL+UEL            | 4+6                | 0+1                | -           | -           | -           | 47     | 6      |
| 2012-2013          | Valencia           | PD                 | 14         | 1          | CR              | 3               | 0               | UCL                | 2                  | 0                  | -           | -           | -           | 19     | 1      |
| 2013-2014          | Valencia           | PD                 | 17         | 5          | CR              | 3               | 0               | UEL                | 9                  | 2                  | -           | -           | -           | 29     | 7      |
| 2014-2015          | Valencia           | PD                 | 28         | 7          | CR              | 2               | 0               | -                  | -                  | -                  | -           | -           | -           | 21     | 0      |
| 2015-2016          | Valencia           | PD                 | 21         | 0          | CR              | 6               | 1               | UCL+UEL            | 7+3                | 0+1                | -           | -           | -           | 37     | 2      |
| Totale Valencia    | Totale Valencia    | Totale Valencia    | 110        | 15         |                 | 21              | 4               |                    | 31                 | 4                  |             | -           | -           | 162    | 23     |
| 2016-2017          | Espanyol           | PD                 | 30         | 10         | CR              | 1               | 0               | -                  | -                  | -                  | -           | -           | -           | 31     | 10     |
| 2017-2018          | Espanyol           | PD                 | 30         | 2          | CR              | 1               | 0               | -                  | -                  | -                  | -           | -           | -           | 31     | 2      |
| 2018-2019          | Espanyol           | PD                 | 20         | 1          | CR              | 6               | 1               | -                  | -                  | -                  | -           | -           | -           | 26     | 2      |
| gen. 2020          | Espanyol           | PD                 | 3          | 0          | CR              | 2               | 0               | UEL                | 2                  | 0                  | -           | -           | -           | 7      | 0      |
| Totale Espanyol    | Totale Espanyol    | Totale Espanyol    | 83         | 13         |                 | 10              | 1               |                    | 2                  | 0                  |             | -           | -           | 95     | 14     |
| 2020               | Toronto FC         | MLS                | 14+1       | 4          | CC              | -               | -               | -                  | -                  | -                  | MIB         | 4           | 0           | 19     | 4      |
| mar.-giu.2021      | Elche              | PD                 | 9          | 0          | CR              | -               | -               | -                  | -                  | -                  | -           | -           | -           | 9      | 0      |
| 2021-2022          | Elche              | PD                 | 10         | 0          | CR              | 3               | 1               | -                  | -                  | -                  | -           | -           | -           | 13     | 1      |
| Totale Elche       | Totale Elche       | Totale Elche       | 19         | 0          |                 | 3               | 1               |                    | -                  | -                  |             | -           | -           | 22     | 1      |
| 2022               | Estudiantes        | PD                 | 16         | 2          | CA              | 1               | 0               | CS                 | 3                  | 0                  | -           | -           | -           | 20     | 2      |
| 2023               | Estudiantes        | PD                 | 8          | 0          | CA              | 1               | 0               | CS                 | 1                  | 1                  | -           | -           | -           | 10     | 1      |
| 2024               | Estudiantes        | PD                 | 27         | 2          | CA              | 2               | 1               | CL                 | 5                  | 0                  | TCLP        | 1           | 0           | 35     | 3      |
| Totale Estudiantes | Totale Estudiantes | Totale Estudiantes | 90         | 17         |                 | 4               | 1               |                    | 19                 | 1                  |             | 1           | 0           | 124    | 19     |
| Totale carriera    | Totale carriera    | Totale carriera    | 428        | 69         |                 | 47              | 10              |                    | 52                 | 5                  |             | 5           | 0           | 532    | 84     |

## Palmarès

### Club

#### Competizioni nazionali
- Copa Argentina: 1

Estudiantes: 2023
- Copa de la Liga Profesional: 1

Estudiantes: 2024
- Trofeo de Campeones de la Liga Profesional: 1

Estudiantes: 2024

### Nazionale
- Campionato mondiale Under-20: 1

Canada 2007